# Clip (film)
Pour plus de détails, voir Fiche technique et Distribution.
Clip (Клип, Klip) est un film dramatique serbe écrit et réalisé par Maja Milos, sorti en 2012.

## Synopsis
À Belgrade, de nos jours. Jasna est une lycéenne débridée, qui boit beaucoup et qui sort en boîte tous les soirs avec ses copines. Sa mère, éreintée par le comportement de sa fille et un mari moribond, est à bout de nerfs. Mais Jasna s'en moque, trop occupée à séduire Djole, un garçon du lycée populaire mais violent.

## Fiche technique
- Titre : Clip
- Titre original : Клип (Klip)
- Réalisation : Maja Milos
- Scénario : Maja Milos
- Direction artistique : Zorana Petrov
- Décors : Zorana Petrov
- Costumes : Monika Ratkovic, Marijana Radovic, Senka Kljakic
- Photographie : Vladimir Simic
- Son : Ivan Branisavljevic
- Musique :
- Production : Srdan Golubovic, Jelena Mitrovic, Vladimir Vasiljevic
- Société de production : Film House Bas Celik
- Société de distribution : KMBO distribution
- Pays d'origine : Serbie
- Langue originale : Serbe
- Budget :
- Format : couleur
- Durée : 102 minutes
- Dates de sortie :
  -  Pays-Bas 27 janvier 2012 (Festival international du film de Rotterdam)
  -  Serbie 12 avril 2012
  -  France 17 avril 2013
- Interdit aux moins de 16 ans avec avertissement, en France, et 18 ans en Suisse.

## Distribution
- Isidora Simijonovic : Jasna
- Vukasin Jasnic : Djordje Djole Tosic
- Sanja Mikitisin : Jasnina Majka
- Jovo Maksic : Jasnin Otac
- Monja Savic : Marija
- Katarina Pesic : Ivana
- Vladimir Gvojic : Crni
- Nikola Dragutinovic : Sone

## Récompenses et nominations
- Festival international du film de Rotterdam 2012 :
  - Tiger Award
  - KNF Award

- Festival Premiers Plans d'Angers 2013 : 
  - Sélection officielle
- En sélection au Festival des Busters 2017